# Anton Blažej
Anton Blažej (10. března 1927 Nemšová – 3. dubna 2013) byl slovenský a československý chemik, vysokoškolský učitel, bývalý politik Komunistické strany Slovenska a poslanec Sněmovny národů Federálního shromáždění za normalizace.

## Biografie
Základní školu absolvoval v rodné Nemšové, pak byl přijat do Baťovy školy práce při koželužnách v Bošanech. Zde se vyučil a byl poslán na mistrovskou školu do Otrokovic, kde složil maturitní zkoušky. V letech 1950–1953 vystudoval Chemickou fakultu Slovenské vysoké školy technické v Bratislavě. Na této škole pak působil až do roku 1993. Roku 1970 získal titul profesora. Specializoval se na výzkum makromolekulárních látek. Jako první na světě izoloval kyselinu hyaluronovou v prakticky použitelných množstvích. Zastával funkci děkana a v letech 1969–1989 působil jako rektor Slovenské vysoké školy technické. Vedl katedru textilu, celulózy a papíru a v letech 1979–1980 vedl Ústav biotechnologie. Od 90. let působil na nově zřízené Univerzitě Alexandera Dubčeka v Trenčíně, i ve funkci děkana. Byl autorem 29 odborných knih a monografií a autorem i spoluautorem 90 patentů. Byl členem Československé akademie věd a Slovenské akademie věd, členem předsednictva SAV a ředitelem Centra chemických věd SAV. Přednášel ve více než 80 státech světa na všech kontinentech.
Angažoval se i politicky. V letech 1967–1989 se uvádí jako účastník zasedání Ústředního výboru Komunistické strany Slovenska.
Dlouhodobě zasedal v nejvyšším zákonodárném sboru. Ve volbách roku 1971 zasedl do slovenské části Sněmovny národů (volební obvod č. 79 - Ružinov-sever, Bratislava). Mandát obhájil ve volbách roku 1976 (obvod Vinohrady), volbách roku 1981 (obvod Podunajské Biskupice-Trnávka) a volbách roku 1986 (obvod Karlova Ves). V roce 1989 byl po krátkou dobu předsedou Sněmovny národů. Ve FS jako poslanec setrval do konce volebního období, tedy do svobodných voleb roku 1990, takže se ho netýkal proces kooptace do Federálního shromáždění po sametové revoluci.
Byl předsedou Sněmovny národů. 12. prosince 1989 Anton Blažej navrhl jménem poslanců KSČ, aby příští prezident Československa byl zvolen nikoliv parlamentem, ale přímou volbou. KSČ předpokládala, že v takovém případě by měl Václav Havel menší šance stát se hlavou státu než Alexander Dubček nebo Ladislav Adamec. Návrh ale Občanské fórum nepodpořilo a prezident byl zvolen nepřímo.